# Маргарита (Италия)
Вижте пояснителната страница за други значения на Маргарита.
Маргарѝта (на италиански и на пиемонтски: Margarita) е село и община в Северна Италия, провинция Кунео, регион Пиемонт. Разположено е на 448 m надморска височина. Населението на общината е 1450 души (към 2010 г.).